# Hôtel Lagorce (Nîmes)
L'Hôtel Lagorce est un édifice civil de la ville de Nîmes, dans le département du Gard et la région Languedoc-Roussillon. Il est inscrit monument historique depuis 1964.

## Localisation
L'édifice est situé 2 place de la Bouquerie et rue du Fort.

## Historique
XVIIIe siècle : construction de l'Hôtel peut-être par Pierre Dardailhon.

1860 : le square de la Bouquerie a été planté près de l'ancienne porte de la Boucarié, ou boucherie.

## Architecture
Des têtes sculptées décorent le haut de la façade. 

Fer forgé.